# TV조선
TV조선(TV CHOSUN)은 유료 플랫폼으로 방송하는 대한민국의 종합편성채널이다. 
본사는 서울특별시 마포구 상암산로 76 (상암동)에 있다.

## 역사
2009년 7월 22일, 방송법 개정안이 국회를 통과함으로써 종합편성채널 탄생 기반이 생겨났다. 2010년 12월 31일, 종합편성 방송채널사업자(당시 CSTV)로 선정되어 활동을 시작하였다. 2011년 1월 28일, 조선일보의 조선을 따서 CSTV 법인 설립했으며, 5월 27일에 법인명을 CSTV에서 조선방송으로 변경하였다. 12월 1일에 종편 4사 동시에 개국하였다. 개국부터 2018년까지 시청률이 낮았으며, 2018년부터 서혜진 PD 후임으로 관찰 버라이어티 〈아내의 맛〉과 〈연애의 맛〉등 이어졌다. 트로트에 관한 여러 프로그램 ( 〈미스트롯 (여성)〉, 〈미스터트롯 (남성)〉, 〈뽕숭아학당〉, 〈사랑의 콜센타〉, 〈화요일은 밤이 좋아〉, 〈미스터로또〉 등)의 영향으로 시청률이 크게 높았다. 2018년 8월에 로고 표시를 한글로 쓴 TV조선에서 영어로 쓴 TV CHOSUN으로 변경하였다. 2023년에 개최한 2022 항저우 아시안게임 주관 방송사로 종합편성채널의 최초이다. 2022년부터 대한민국 축구 국가대표팀의 경기를 생중계하며, 2024년 대한축구협회와 대한민국 축구 국가대표팀 중계권 10년 계약에 따라 2034년까지 생중계한다. (대한민국 여자 축구 국가대표팀 경기, 코리아컵 결승전 등 KFA가 주관하는 모든 중계 권리도 포함된다.)

## 직원

### 현직 기자

#### 보도본부
- 윤정호 본부장/국장 - TV조선 뉴스 9 진행
- 김동욱 부본부장/국장대우
- 신효섭 보도해설고문 - 보도본부 핫라인 진행
- 구본승 팩트체크장/부장
- 이재홍 국장/부국장대우
- 정석영 부장
- 정동권 차장
- 정수양 기자
- 정민진 기자
- 곽승한 기자 - 네트워크 매거진 진행

#### 정치부
- 신정훈 부장대우
- 박지호 차장
- 김수홍 차장
- 서주민 차장대우 - JIBS에서 이직
- 김정우 차장대우
- 최우정 차장대우
- 김하림 차장대우
- 지선호 차장대우
- 윤동빈 차장대우
- 조성호 차장대우
- 이태형 기자
- 이채림 기자 - TV조선 뉴스 7 진행
- 이채현 기자
- 최지원 기자
- 한송원 기자
- 홍연주 기자
- 최원국 기자
- 장세희 기자
- 장윤정 기자
- 최민식 기자
- 황정민 기자
- 이태희 기자
- 신경희 기자
- 전정원 기자
- 김창섭 기자
- 고승연 기자
- 변정현 기자

#### 경제부
- 안형영 부장대우 - 한국일보, MBN에서 이직
- 정은혜 차장
- 이정연 차장대우
- 송병철 차장대우
- 이유경 차장대우
- 최수용 기자
- 윤서하 기자
- 서영일 기자
- 노도일 기자

#### 산업부
- 이상준 부장대우
- 최규민 차장
- 윤우리 차장대우 - KBS원주방송국 아나운서에서 이직
- 박상현 차장대우
- 오현주 차장대우 - KBS N에서 이직
- 김지아 기자
- 임유진 기자 - TV조선 뉴스현장 진행
- 유혜림 기자
- 윤수영 기자
- 정은아 기자

#### 사회정책부
- 윤슬기 부장대우 - 조선일보에서 이직
- 유지현 차장
- 최원영 차장대우
- 이상배 기자
- 차정승 기자
- 황민지 기자
- 박재훈 기자
- 임서인 기자

#### 사회부
- 최현묵 부장대우
- 채현식 차장대우
- 장용욱 차장대우
- 김도형 기자
- 이재중 기자
- 주원진 기자
- 송무빈 기자 - 공채 9기
- 한지은 기자
- 김예나 기자
- 이광희 기자
- 안혜리 기자
- 조윤정 기자
- 조유진 기자
- 류태영 기자
- 이낙원 기자
- 이나라 기자

#### 전국부
- 이일주 부장대우 - OBS, 채널A에서 이직
- 이성진 부장대우
- 이심철 차장
- 김승돈 차장
- 최석호 차장
- 강석 차장대우
- 이승훈 차장대우
- 김달호 차장대우
- 조덕현 기자
- 하동원 기자
- 박건우 기자
- 김준석 기자
- 장혁수 기자 - TV조선 뉴스현장 진행
- 김태준 기자 - G1방송 아나운서에서 이직
- 김동영 기자
- 구자형 기자

#### 국제부
- 김명우 부장대우 - TV조선 뉴스 7 진행
- 신은서 차장대우
- 백대우 워싱턴특파원/차장대우
- 이정민 차장대우 - 이데일리 시황캐스터 출신
- 이루라 차장대우
- 최윤정 차장대우
- 변재영 기자
- 류주현 기자 - YTN에서 이직 - TV조선 뉴스퍼레이드 진행
- 김자민 기자
- 조정린 기자 - 공채 2기 - 개그우먼 출신
- 장동욱 기자
- 황선영 기자

#### 문화스포츠부
- 김관 부장대우
- 박소영 차장대우
- 이다솜 기자
- 석민혁 기자
- 윤재민 기자
- 구민성 기자

#### 편집1부
- 배태호 부장
- 홍혜영 차장
- 강민구 차장대우
- 명제언 PD
- 최원희 기자 - TV조선 뉴스 9 진행
- 신유만 기자
- 차순우 기자
- 김주영 기자

#### 편집2부
- 안석호 부장대우
- 이창하 차장
- 최현경 차장대우
- 황병준 기자 - TV조선 뉴스퍼레이드 진행

#### 시사제작국
- 정석영 국장대우
- 정한 부장
- 서일호 부장
- 최금란 차장
- 안광연 차장
- 엄성섭 차장
- 오윤정 차장
- 권기덕 차장
- 안성희 차장
- 정동욱 차장대우
- 이길복 차장대우
- 이윤상 차장대우
- 이재호 차장대우
- 윤태윤(舊. 윤창기) 차장대우 - TJB 아나운서에서 이직 - 신통방통 진행
- 남보라 차장대우
- 김민영 PD

#### 보도위원실
- 장원준 보도위원실장/부국장대우
- 박영석 편집에디터/부장
- 이상목 보도해설위원/부장 - 시사쇼 정치다 진행
- 문승진 보도해설위원/부장
- 김미선 차장 - YTN에서 이직
- 김보건 보도해설위원 - 시사쇼 정치다 진행

#### 콘텐츠사업국
- 김영진 콘텐츠사업국장/부국장대우
- 강동원 기획부장/차장
- 허인강 기획부 차장대우
- 박한솔 기획부 사원
- 이청수 제작부 차장
- 경승수 제작부 차장대우
- 백승목 제작부 차장대우

#### 보도운영부
- 정인영 보도운영부장/차장
- 박준범 차장대우
- 유영일 차장대우

#### 디지털뉴스부
- 강상구 부장
- 지정용 선임기자/부장대우
- 류병수 차장
- 김충령 차장대우
- 송지욱 기자
- 송민선 기자

#### 기상캐스터
- 정희지 - KBS부산방송총국, TBN경남본부에서 이직
- 박선민 - KNN에서 이직

#### 영상취재1부
- 조남훈 부장
- 김영훈 차장대우 (강원)
- 이우영 차장대우 (대전)
- 장신덕 차장대우 (경남)
- 박민효 기자
- 박승훈 기자 (세종)
- 이정일 기자 (부산)
- 최순화 기자 (울산)
- 홍종화 기자 (대구)
- 최낙도 기자
- 손경두 기자 (전남)

#### 영상취재2부
- 이재천 부장
- 조상범 부장
- 안재호 부장대우
- 신철 부장대우
- 이원일 차장
- 용현성 차장
- 서재민 차장대우
- 이화성 차장대우
- 한용식 차장대우
- 지승구 차장대우
- 민봉기 차장
- 문춘일 기자
- 하재필 기자
- 방준태 기자
- 김동효 기자
- 정현석 기자 (인천)
- 윤영철 차장대우
- 심예지 기자
- 권기범 기자
- 신대흔 차장대우
- 김민협 기자
- 박경원 기자
- 조운하 기자 (수원)
- 김위준 기자
- 이명희 기자
- 김정민 기자
- 정유한 기자
- 김태헌 기자
- 김준태 기자
- 김진일 기자
- 김민수 기자
- 김병철 기자

### 수어 통역사
- 권동호

## 프로그램

### 방영 프로그램

#### 드라마
- 토일 드라마 《컨피던스맨 KR》

#### 예능
- 조선의 사랑꾼
- 잘 빠지는 연애
- 모-던인물史 미스터.리
- 우리 아기가 태어났어요
- 트롯 올스타전 수요일 밤에
- 과몰입클럽 내멋대로
- 사랑의 콜센타 세븐스타즈
- 싱코리아

#### 시사
- 신통방통
- 보도본부 핫라인
- 사건파일 24
- 시사쇼 정치다

#### 교양
- 굿모닝 정보세상
- 식객 허영만의 백반기행
- 열린비평 TV를 말하다
- 강적들
- 알콩달콩
- 인생의 연장전
- 퍼펙트 라이프
- 건강 다큐 100세 인생 안녕하십니까
- 우리동네 건강왕
- 다시 쓰는 이야기 기사회생
- 장수상회
- 더 위대한 유산
- 역전의 한방
- 메디컬 다큐 더 팩트
- 건강한 집 2
- 메디컬 다큐 명의보감
- 질병의 법칙
- 슬기로운 아침
- 손범수와 함께하는 100세 더하기
- 어떻게 살 것인가?
- 중증건강센터

#### 뉴스
- TV조선 뉴스퍼레이드
- 네트워크 매거진
- TV조선 뉴스 9
- TV조선 뉴스 7
- TV조선 뉴스현장
- TV조선 뉴스특보

#### 스포츠 중계
- 대한민국 축구 국가대표팀 (2022~2034년)
- 대한민국 여자 축구 국가대표팀 (2022~2034년)
- 코리아컵 (결승전)

캐스터
- 서기철, 김정근, 조우종, 임용수, 박찬민

해설 위원
- 이용수, 박문성, 강성주, 김주성, 송종국, 신연호

### 종영 프로그램

#### 드라마
- 월화 드라마
- 수목 드라마
- 금토 드라마

#### 예능
- 엄마가 뭐길래
- 얼마예요?
- 시골빵집
- 전설의 볼링
- 밥친구
- 모란봉 클럽
- 우리 이혼했어요
- 미친.사랑.X
- 아내의 맛
- 와카남
- 연애의 맛
- 뽕숭아학당
- 사랑의 콜센타
- 내 딸 하자
- 화요청백전
- 국가수
- 복덩이들고
- 개나리학당
- 여행의 맛
- 낭만비박 집단가출
- 국가가 부른다
- 트랄랄라 브라더스
- 형제라면
- 귀염뽕짝 원정대
- 쇼퀸
- 조선체육회
- 사랑은 아무나 하나
- 킹 받는 대결, 이 구역의 노래왕
- 명곡제작소
- 부캐전성시대
- 아바드림
- 골프왕
- 부부선수촌
- 더 퀸즈
- 대찬인생
- 미스트롯
- 미스트롯2
- 미스트롯3
- 미스터트롯
- 미스터트롯2
- 내일은 국민가수
- 아이돌잔치
- 국제아파트
- 코미디쇼 코코아
- 부부젤라
- 연예 in TV
- 노래하는 대한민국
- 화요일은 밤이 좋아
- 세모집 - 세상의 모든 집
- 해결사들
- 산따라 물따라 딴따라
- 미스터로또
- 공개연애 - 여배우의 사생활
- 진심누나
- 생존왕
- TV조선 대학가요제
- 이제 혼자다
- 트랄랄라 유랑단
- 미스터트롯3
- 미스쓰리랑
- 생방송 민심이슈 내가 말한다
- 미스터트롯 JAPAN
- 아빠하고 나하고
- 교환왔수다
- 왔수다 만물트럭
- 제철 남자

#### 교양
- 강용석의 두려운 진실
- 국악樂락
- 이것은 실화다
- 살림 9단의 만물상
- 북한 사이드 스토리
- 속설검증 고민잇쇼
- 건강 면세점
- 건강한 집
- 시사토크 판
- 위기탈출 생존왕
- 탐사보도 세븐
- 부뚜막소금
- 스타다큐 마이웨이
- 거인의 어깨
- 팡팡터지는 정보쇼 알맹이
- 탐사보도 추적자들

#### 뉴스
- TV조선 모닝뉴스 깨
- TV조선 뉴스와이드 참
- TV조선 뉴스와이드 활
- 신율의 시사열차
- 장성민의 시사탱크
- 박정훈의 정치다

## 제공 시보
- 레이델 코리아 (구 레인보우앤네이처코리아)
- 유한양행
- 대웅제약
- 펄세스
- 뉴트리원
- 롯데그룹
- 캐롯손해보험
- 오스템임플란트
- 현대자동차
- KIA
- 주영엔에스
- 누가의료기
- 글락소스미스클라인

## 마케팅

### CI

2011년 12월 1일부터 슬로건과 함께 CI를 공개했다. CI는 무지개의 다채로운 색상을 모티브로 했다. 이는 특정한 색, 편협한 시각에 얽매이지 않는 창조성과 다양성을 상징한다고 밝혔다. 영문 사명을 기존에 쓰였던 TV조선 대신 모두 대문자인 TV CHOSUN으로 사용한다고도 밝혔다. 다만 로고는 소문자를 사용한다.

## 자매 채널
- TV조선2 - 예능과 교양 전문 채널 (2007년 2월 12일 개국)
- TV조선3 - 트롯과 웰빙 버라이어티 전문 채널 (2021년 4월 1일 개국)

## 같이 보기
- 조선일보

## 해외 제휴 방송국
- 일본 NHK, TBS
- 중국 CCTV

## 방송 사고
- 2011년 12월 1일 : 개국 당일, 화면이 위, 아래 2개로 분할되어 나오는 블랙아웃 화면 상황이 몇 분가량 있었다.[5]
- 2012년 1월 23일 : 오후 9시 40분부터 김수현 작가의 설연휴 특집극 3부작 아버지가 미안하다 1부~3부를 연달아 방영했다. 하지만 일부지역에서 2부 중반부터 3부 중반까지 화면이 검게 나오거나 소리가 나오다가 끊기는 현상이 발생하였고, 이에 방송사 측은 3부 중반에 사과문을 보내고 24일에 재방송을 한다는 자막을 내보냈다.